# Parteitagsbeschluss
Ein Parteitagsbeschluss ist eine von der Mehrheit der Delegierten auf einer überregionalen Gesamtversammlung einer Partei (kurz Parteitag) beschlossene Richtlinie bzw. Grundsatzentscheidung.

## Entstehung
Über einen Parteitagsbeschluss wird durch Stimmabgabe der anwesenden legitimierten Vertreter der lokalen Untergruppierungen (z. B. Ortsverein einer Partei) in einer Abstimmung entschieden.
 Üblicherweise werden Anträge auf einen einzelnen Parteitagsbeschluss von Fachgremien und Arbeitsgruppen oder vom Vorstand oder von Parteimitgliedern eingereicht. Bei Einzelanträgen (von einzelnen Mitgliedern) kann vorweg über die Zulässigkeit entschieden werden und im Anschluss findet üblicherweise eine Diskussionsphase statt, in der Mitgliedern auf Antrag eine (meist recht kurze) Redezeit gewährt wird, um ihre Position in der Sache vor dem gesamten Parteitag vorzutragen. Im Anschluss erfolgt meist eine Ausarbeitung verschiedener Beschlüsse entsprechend den verschiedenen Positionen. Über die verschiedenen Beschlüsse wird dann vom gesamten Parteitag abgestimmt, und der Beschluss, der die meisten Stimmen erhält, wird zum Parteitagsbeschluss. Eine umfassende Sammlung von Beschlüssen bildet manchmal ein neues Parteiprogramm, über das dann ähnlich diskutiert und abgestimmt wird.

## Wirkung
Formal ist ein Parteitagsbeschluss eine bindende Richtlinie für alle Parteivertreter. Tatsächlich setzen sich aber Regierungsmitglieder oft zugunsten einer politischen Strategie über Parteitagsbeschlüsse hinweg. Dies ist vor allem in politischen Koalitionen von zwei oder mehr Parteien, die dann die Regierung bilden, oft unausweichlich. Oft setzen sich aber auch Regierungsmitglieder aus eigener Entscheidung (Strategie, eigene andere Ansichten, Geldmangel für die Umsetzung etc.) über Parteitagsbeschlüsse hinweg. Im Extremfall kann durch den Konflikt mit den Parteirichtlinien ein Parteiausschlussverfahren angestrengt werden, das allerdings formal keine Auswirkung auf die Regierungsbildung hat, da Änderungen alleine dem Regierungsführer (z. B. Kanzler) möglich sind. Entsprechend werden Konflikte mit Parteitagsbeschlüssen üblicherweise ohne Folgen ausgesessen.
 Es ergibt sich daraus zwar entsprechend oft eine gewisse Ohnmächtigkeit eines Parteitags, auf die aktuelle Politik Einfluss zu nehmen, aber da der Parteitag, nicht nur im Vorfeld einer Regierungsbildung, über die Verteilung der politischen Ämter entscheidet, sondern langfristig einen entscheidenden Einfluss hat.